# 湯圓

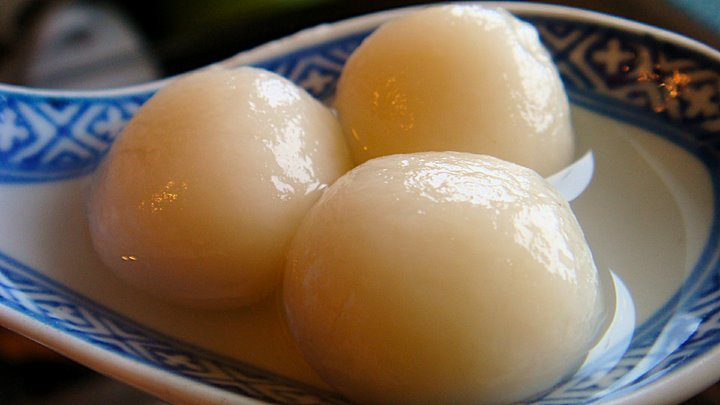
湯圓

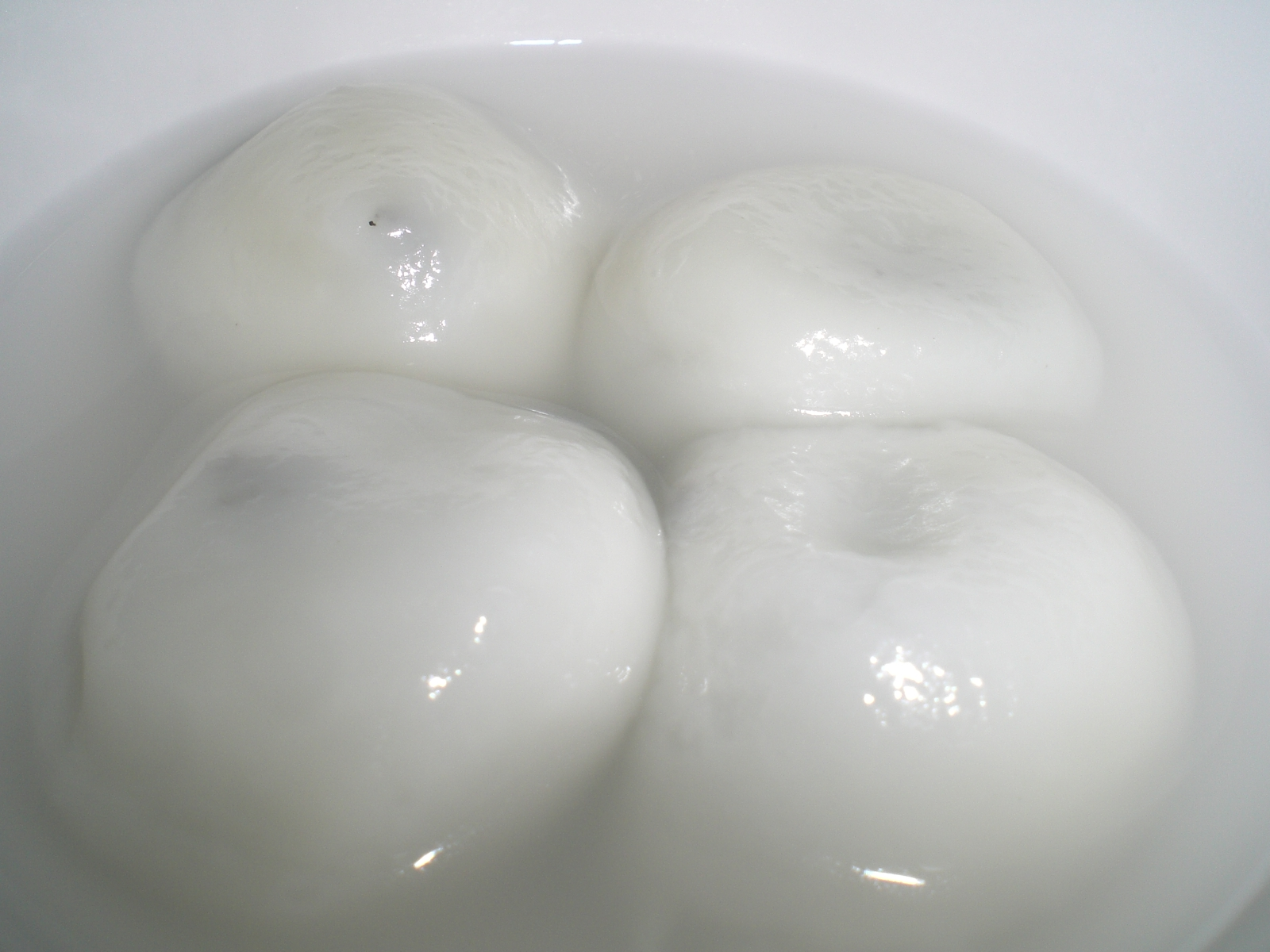
清水湯圓

湯圓是一個盛行於華人界的美食及甜點，由於製作方便又美味，因此廣為流傳，是上元與冬至應景的一種食品，寓意團團圓圓，是人民对于幸福生活的一种向往和期盼。吳語稱之為「湯糰」、「圓子」；泉漳話（含台灣話）稱之為「圓仔」、「米圓」；潮州話稱之為「鴨母捻」、「圓」；興化話稱之為「丸囝」；馬祖話稱之為「湯丸」；福州話稱之為「元宵丸」；客家語稱之為「惜圓」、「粄圓」、「雪圓仔」、「圓粄仔」。
湯圓大多為糯米製成，也有少部分以黄米制成，內餡較為常見的有芝麻、棗子、水果、花生及鮮肉、菜肉等；也有小而無餡者，喚「小圓子」，以吳地最爲人識。湯圓內餡可甜餡或鹹餡或是無餡，相對於元宵只能甜餡而言豐富許多。

## 各地差異

### 江南
吴语称汤团，江南地区的汤团以宁波汤团尤为出名。宁波汤团采用吊浆技法，即将糯米磨成水磨粉，随后配以用芝麻、猪油和白砂糖合成的黑洋沙馅，以其色白發光，糯而不粘而著名，故现在宁波邻近地区，如上海的汤团做法也多采用宁波汤团的做法。不過上海郊縣本地人家仍照老法，做菜肉、黑洋酥、棗子、豆沙四味，分做圓、圓長、一頭尖、兩頭尖樣式。今知名的宁波汤团老字号有缸鸭狗等，上海城隍庙的宁波汤团店也十分有名。此外酒酿小圆子也是江南地区的一道名点，色白無餡，湯甜微醺，開春時節最興。

### 四川
每年春节期间，在四川当地都有吃汤圆的习惯，尤其是大年初一和十五这两天，有团圆的象征意義。此外，汤圆分甜味和咸味，甜的馅料以红糖、黄糖为主，多配以花生、核桃、芝麻、玫瑰；咸味的餡料多以肉末与宜宾芽菜等製成。

### 福州
福州的湯圓又称米𥻵。𥻵的制作方法介于元宵和汤圆之间，是通过搓半湿的糯米米粉制成。没有馅料，用开水煮熟捞出，食用时会裹上豆粉、黑芝麻、白糖或花生粉等𥻵粉。在冬至早上，煮熟的汤圆会先和福橘（橘子，可带橘叶）摆放在一起供奉祖先， 然后再由全家一起当早餐食用。

### 香港
湯圓在香港沒有特定的食用時節，但以秋冬季較受歡迎，市民會在中秋、冬至、農曆新年及元宵節製作湯圓，寓意團團圓圓，同時商店及餐廳也會準備較多的湯圓出售。事實上，香港很多甜品店一年四季也有在供應湯圓。傳統港式湯圓主要以花生顆粒、芝麻蓉及紅豆蓉作餡料，並以紅糖及薑煮成甜湯。新派港式湯圓則包含紫薯、綠茶、南瓜、奶黃等材料，也有把湯圓外皮做成不同顏色，以及製作成動物或水果的形象。

### 台灣

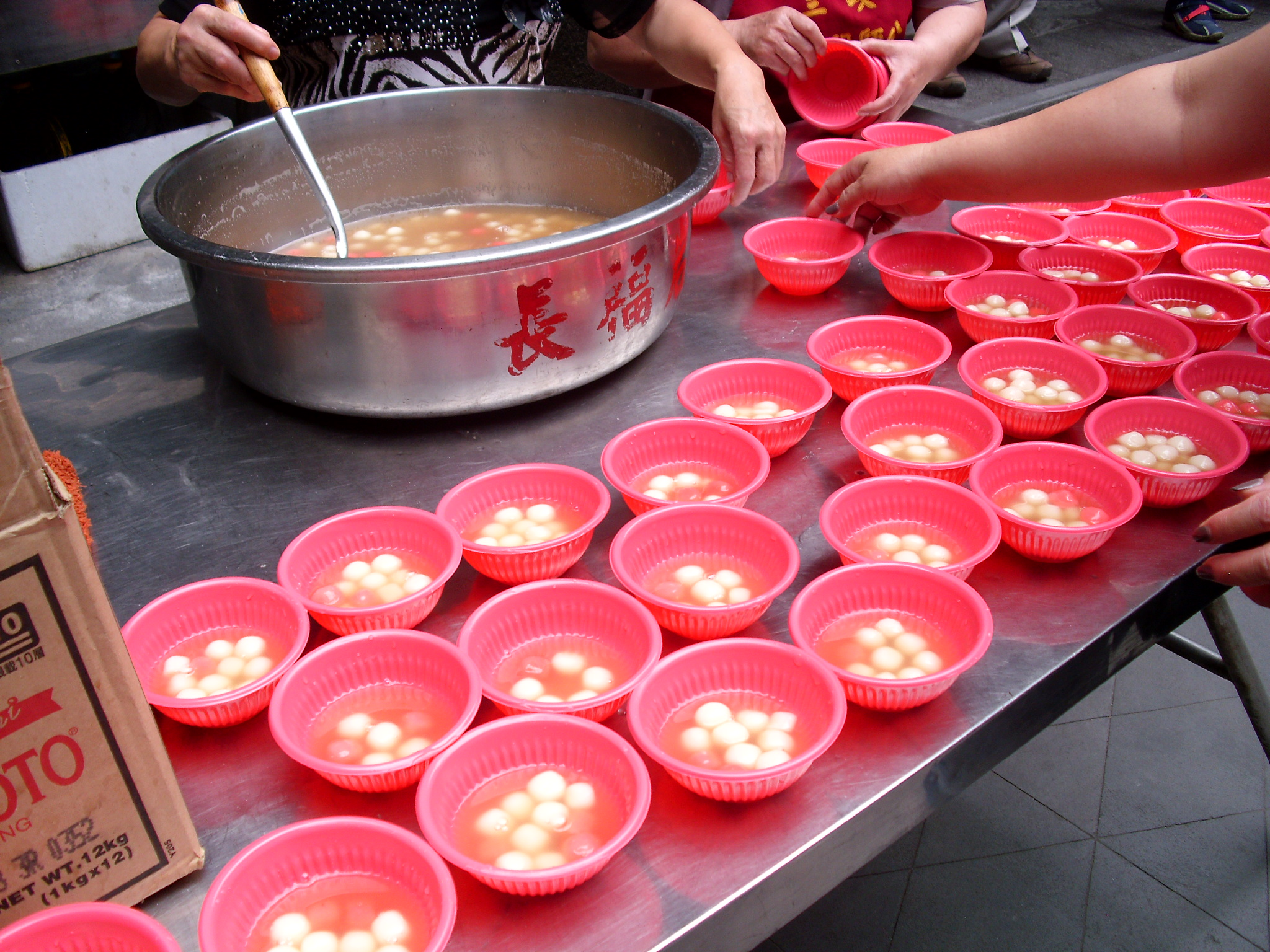
三峽祖師廟進香拜拜食平安圓。

傳統湯圓通常比較小，無餡料，烹調時通常加紅糖或黑糖和水一起煮，是為圓仔湯。鹹的吃法，則是加入蔬菜和肉類甚至火鍋料等材料，煮成鹹湯圓。
除了無餡料的傳統湯圓，近年來包餡的湯圓也後來居上，有花生、芝麻、紅豆、豬肉等內餡，平時商店超市及賣場也會販賣冷凍的包餡湯圓，尤其在冬至和元宵期間，湯圓多會有促銷打折的活動。

### 馬來西亞與印尼
馬來西亞與印尼有一種以棕櫚糖、黑糖、椰漿、糯米、食鹽製作，名為Klepon的類似湯圓的甜點椰絲球。